# Římskokatolická farnost Moravany
Římskokatolická farnost Moravany je územní společenství římských katolíků s farním kostelem svatého Václava v děkanství šlapanickém. Do farnosti patří kromě Moravan také Nové Moravany, součást městské části Brno-jih, a obec Nebovidy.

## Historie farnosti
První písemná zmínka o kostele v Moravanech pochází z roku 1289, samotný kostel vznikl zřejmě ještě dříve. Důkladnou přestavbou prošel kostel ve druhé polovině 18. století.
Matriky byly založeny roku 1643. Zvony byly nově přelité roku 1827, presbytář byl přemalován roku 1843.

## Duchovní správci
Nejstarším známým farářem byl Heřman (1315-1321), od roku 1464 zde působili kněží z řádu maltézských rytířů ze Starého Brna. Po třicetileté válce samostatná farnost zanikla. V 18. století zde byla zřízena lokálie. V letech 1771-1772 zde byl lokálním kaplanem (lokalistou) pozdější kanovník brněnské kapituly, Jakub Příhoda. Samostatná farnost byla obnovena až roku 1778.
Farářem byl od 1. dubna 2012 P. Mgr. Mariusz Józef Sierpniak, MIC. Toho od 1. srpna 2023 vystřídal jako administrátor R.D. Vojtěch Libra.

## Bohoslužby
| Kostel                 | Místo    | Bohoslužba (den)    | Hodina     | Poznámka        |
| ---------------------- | -------- | ------------------- | ---------- | --------------- |
| kostel svatého Václava | Moravany | neděle středa pátek | 9.00 18.30 | farní kostel    |
| kostel svatého Kříže   | Nebovidy | sobota              | 18.00      | filiální kostel |

## Aktivity ve farnosti
Ve farnosti jsou aktivní modlitební společenství všech věkových skupin a zájmů – dětí, mládeže, matek, mužů, manželů, seniorů, scholy a misionářů.
Farnost se účastní akce Tříkrálová sbírka. V roce 2015 se při ní vybralo v Moravanech 83 352 korun, v Nebovidech 19 843 korun.
Filiální kostel v Nebovidech je zapojen do projektu Noc kostelů. V roce 2019 šlo mj. o večer chval, přednášku o posledních výzkumech zdejších gotických nástěnných maleb.
Na 9. červen připadá Den vzájemných modliteb farností za bohoslovce a bohoslovců za farnosti brněnské diecéze. Adorační den se koná 19. listopadu.